# Helga Kõrge
Helga Kõrge (* 28. Juni 1926 in Rakvere als Helga Teitma; † 26. April 2012) war eine Glaskünstlerin und Designerin aus Estland.

## Leben und Werk
Sie besuchte ab 1947 die Staatliche Kunstgewerbeschule Tallinn (Tallinna Riiklikku Tarbekunsti Instituuti, heute Estnische Kunstakademie EKA) bei Maks Roosma und schloss 1953 ihr Studium am Nationalen Kunstinstitut der Estnischen SSR (ERKI) ab. Ihre Abschlussarbeit „Noored Naturalistid“ (Junge Naturforscher), eine becherförmige Vase mit figürlichen Gravuren, wurde in die Sammlung des Estnischen Historischen Museums (Eesti Ajaloomuuseumis) aufgenommen.
Durch Vermittlung von Maks Roosma arbeitete Helga Kõrge als Designerin in der Glasfabrik „Tarbeklaas“ und wurde damit die erste estnische Künstlerin in der Glasindustrie der UdSSR. Im Jahr 1955 nahmen zwei weitere ERKI-Absolventinnen die Tätigkeit bei Tarbeklaas auf: Ingi Vaher und Mirjam Maasikas.
Nach dem Krieg bis Mitte der 1950er Jahre entsprach das von der Glasfabrik „Tarbeklaas“ hergestellte Design dem allgemeinen Produktkatalog der Sowjetunion. Die drei Designerinnen sowie die später dazu gekommene Pilvi Ojamaa schafften es, diese Massenware durch eigenständige Kreationen zu ersetzen. Die Gruppe entwickelte eine schlichte „Tarbeklaasi“-Handschrift. Die Formensprache basierte auf der Grundlage von geometrischen Grundformen wie Zylindern, Kugeln und Kegeln in Kombination mit Gravuren. In den 1960er Jahren wurde das „Rauchglas“ zum Markenzeichen.
Helga Kõrge übernahm die Funktion der Chefdesignerin von 1961 bis zum Eintritt in den Ruhestand im Sommer 1981. Auch danach wurde noch nach ihren Entwürfen gefertigt. Bis in die 1980er Jahre wurde die Vase „Octoober“ und die Trinkgläser „Virve“ produziert. Die Schalenreihe „Hilde“ wurde bis Anfang der 1990er Jahre fortgeführt. Ihre Werke sind Bestandteil der Sammlungen des Järvakandi Glasmuseums, des Tallinner Stadtmuseums sowie des Estnischen Museums für Angewandte Kunst und Design. Sie wurden im In- und Ausland ausgestellt.

Glasobjekte
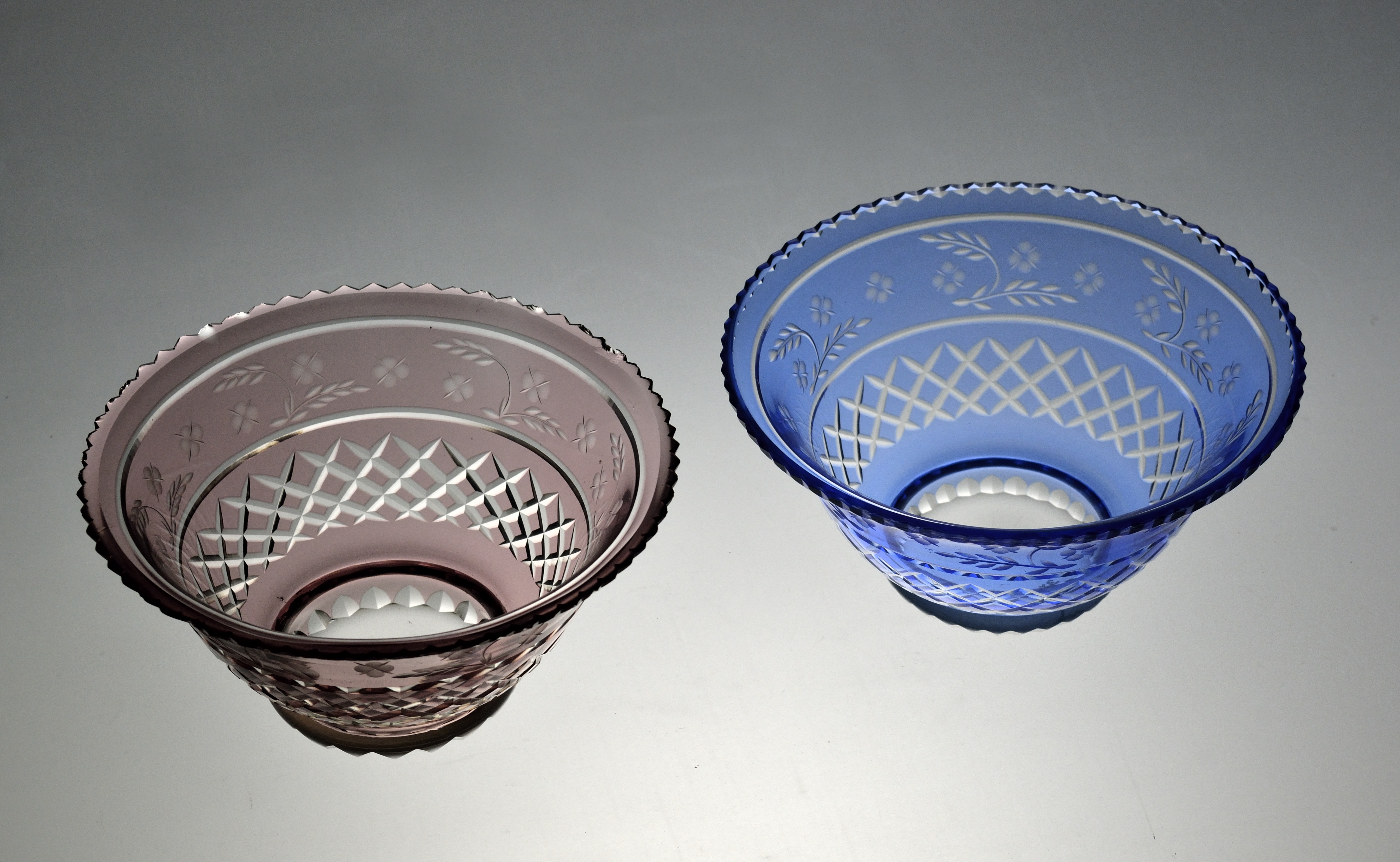
Schalen, 1955
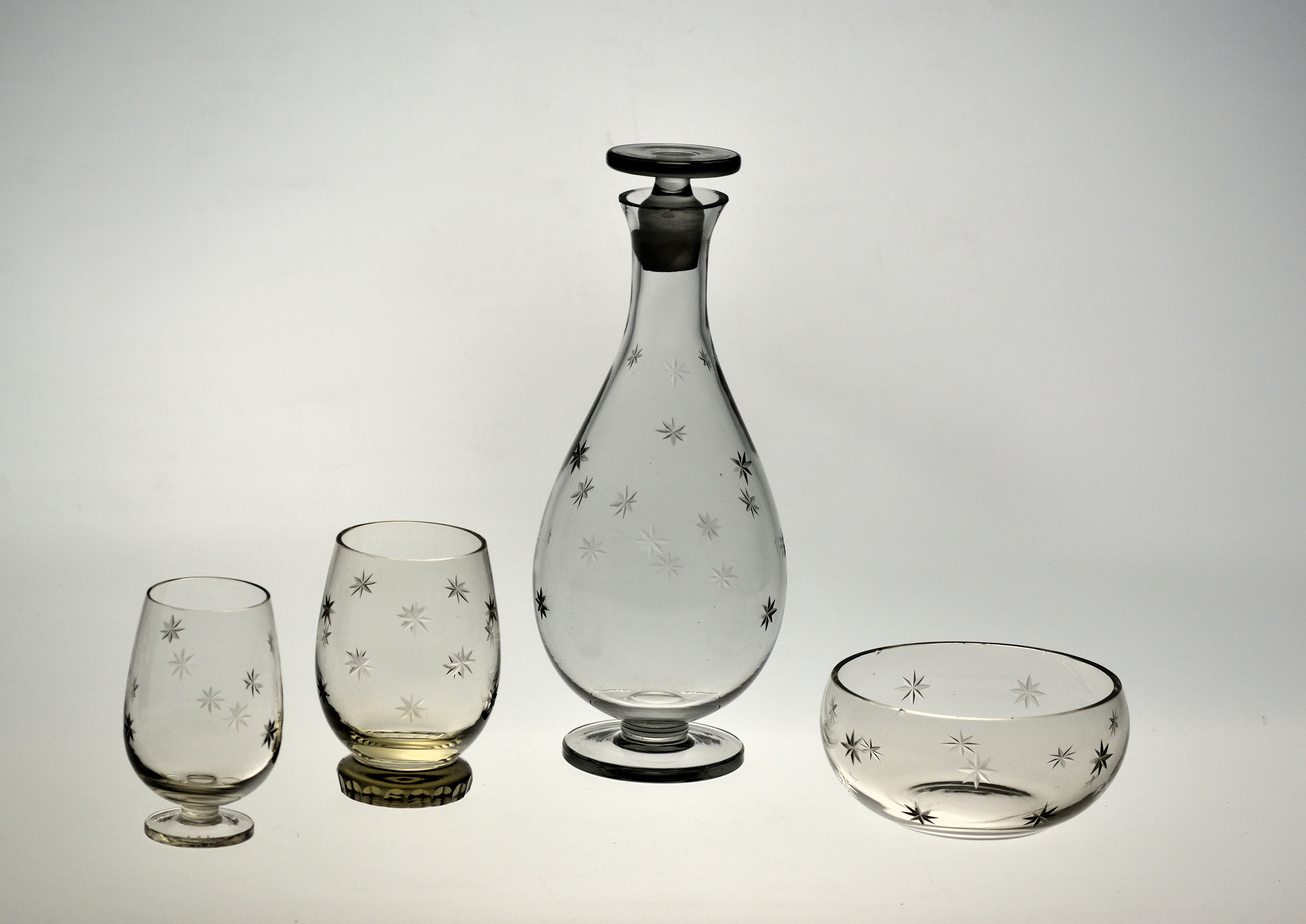
Serie RÕÕM, 1957
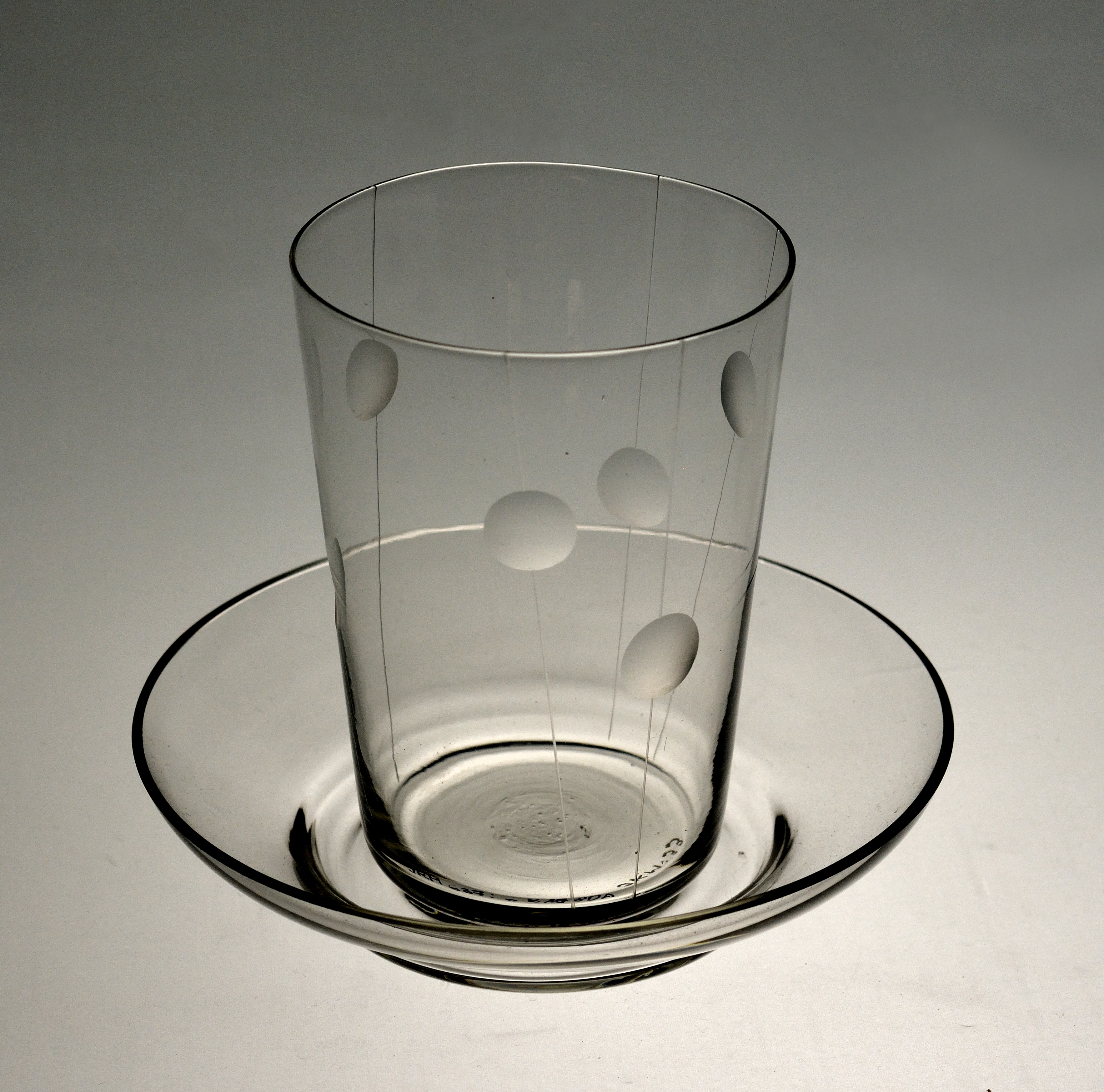
Teetasse mit Untertasse, 1959
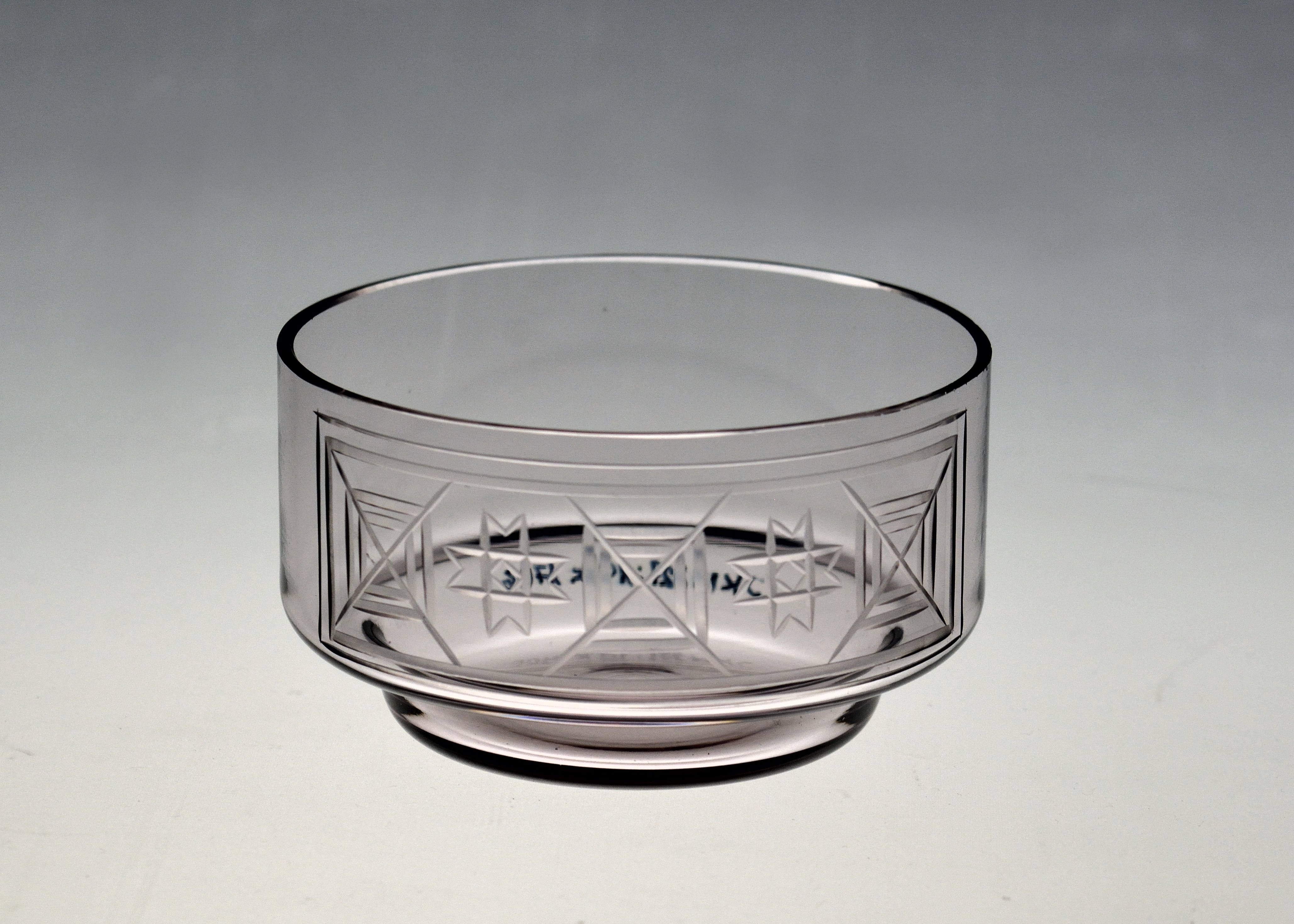
Schale, 1961
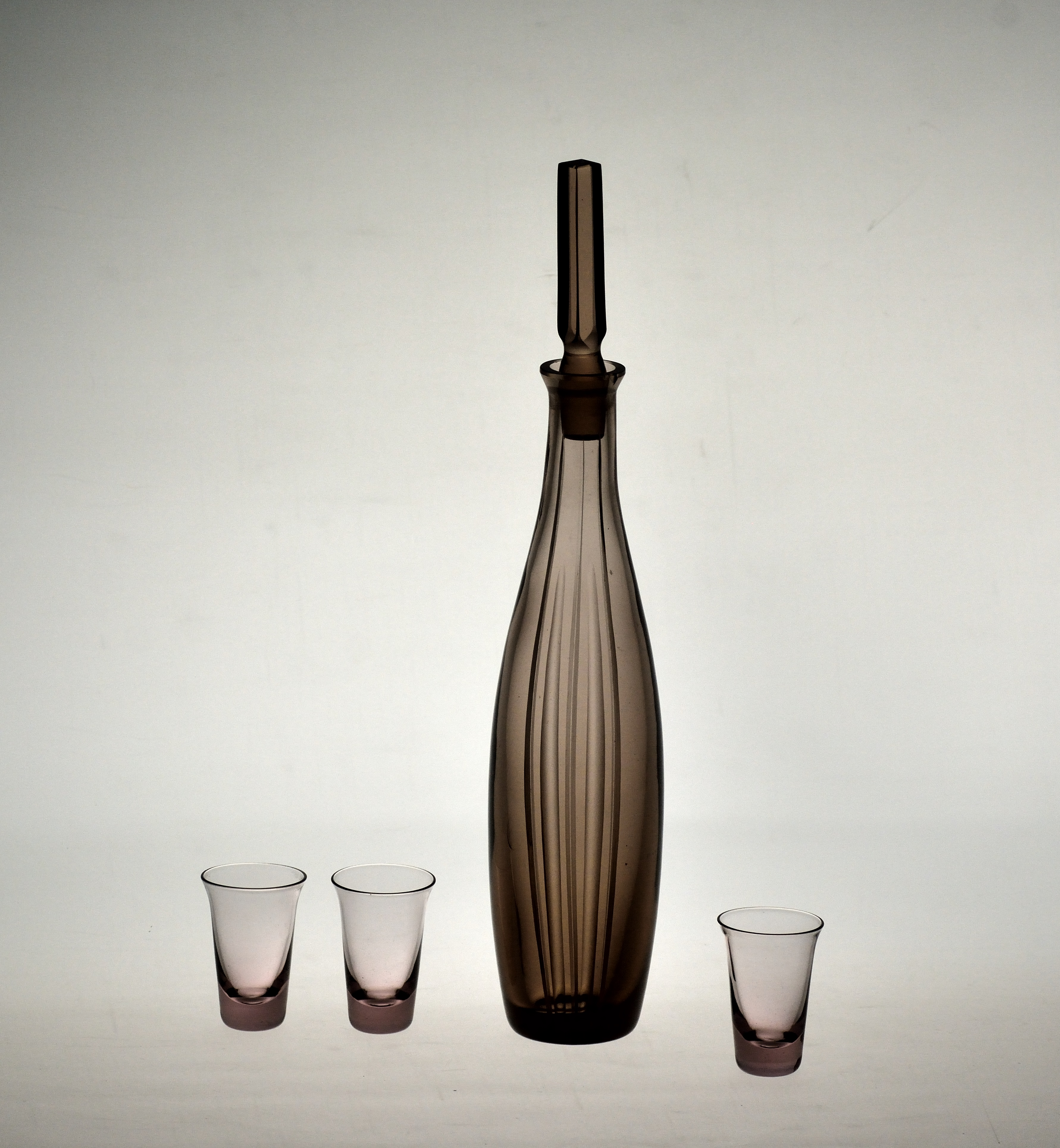
Karaffe und Gläser JUKU, 1962
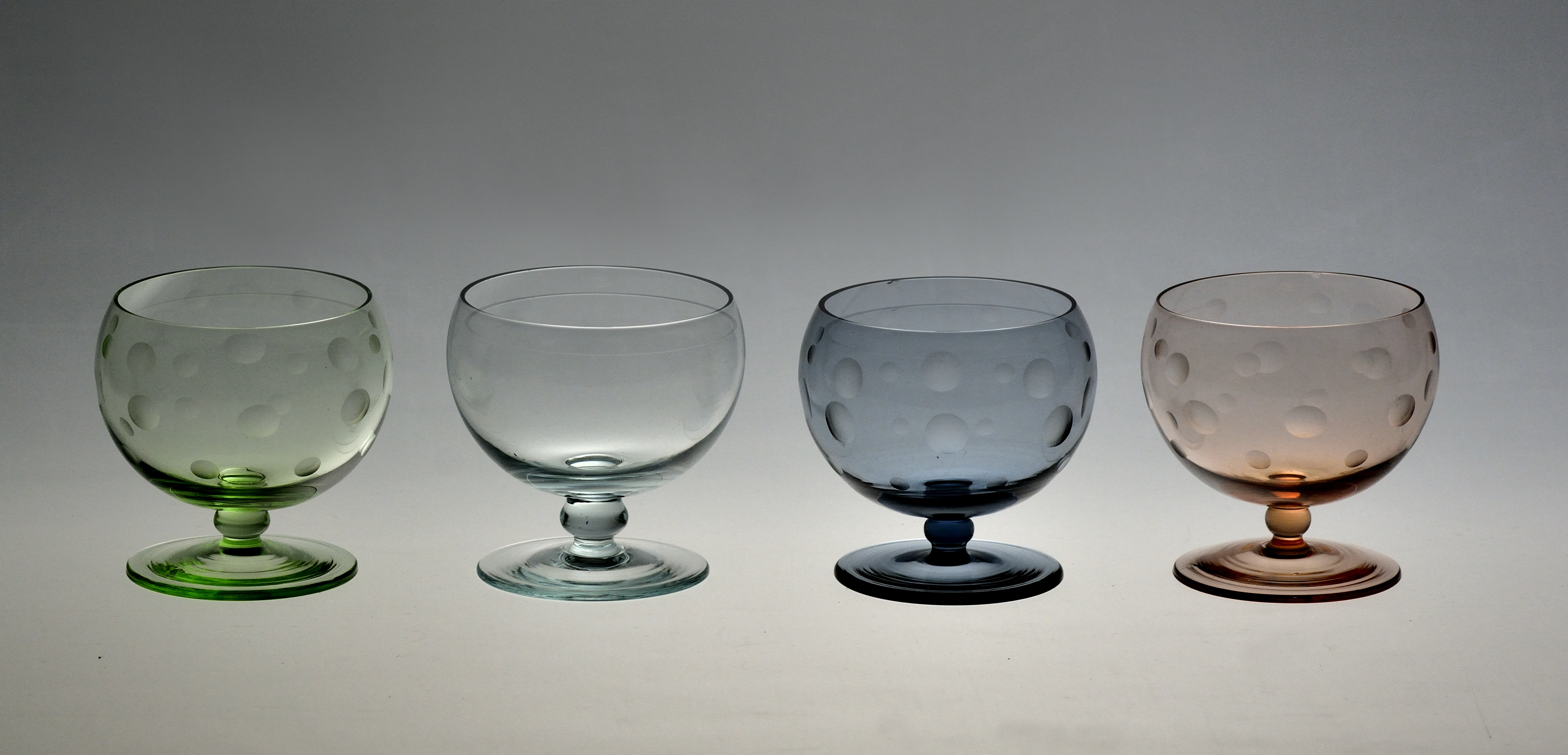
Gläser KOSMOS, 1969
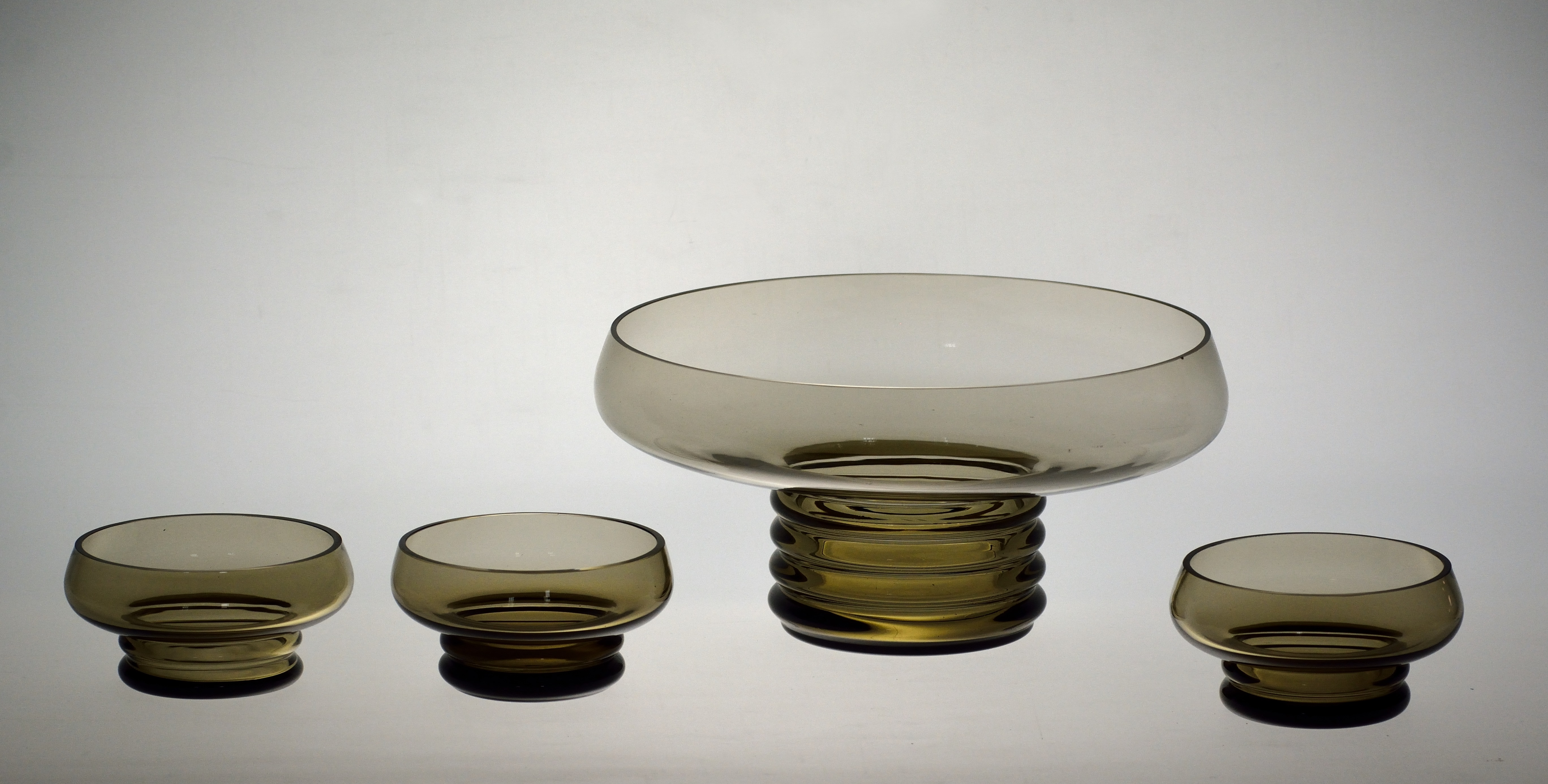
Obstschalen PAUN, 1971
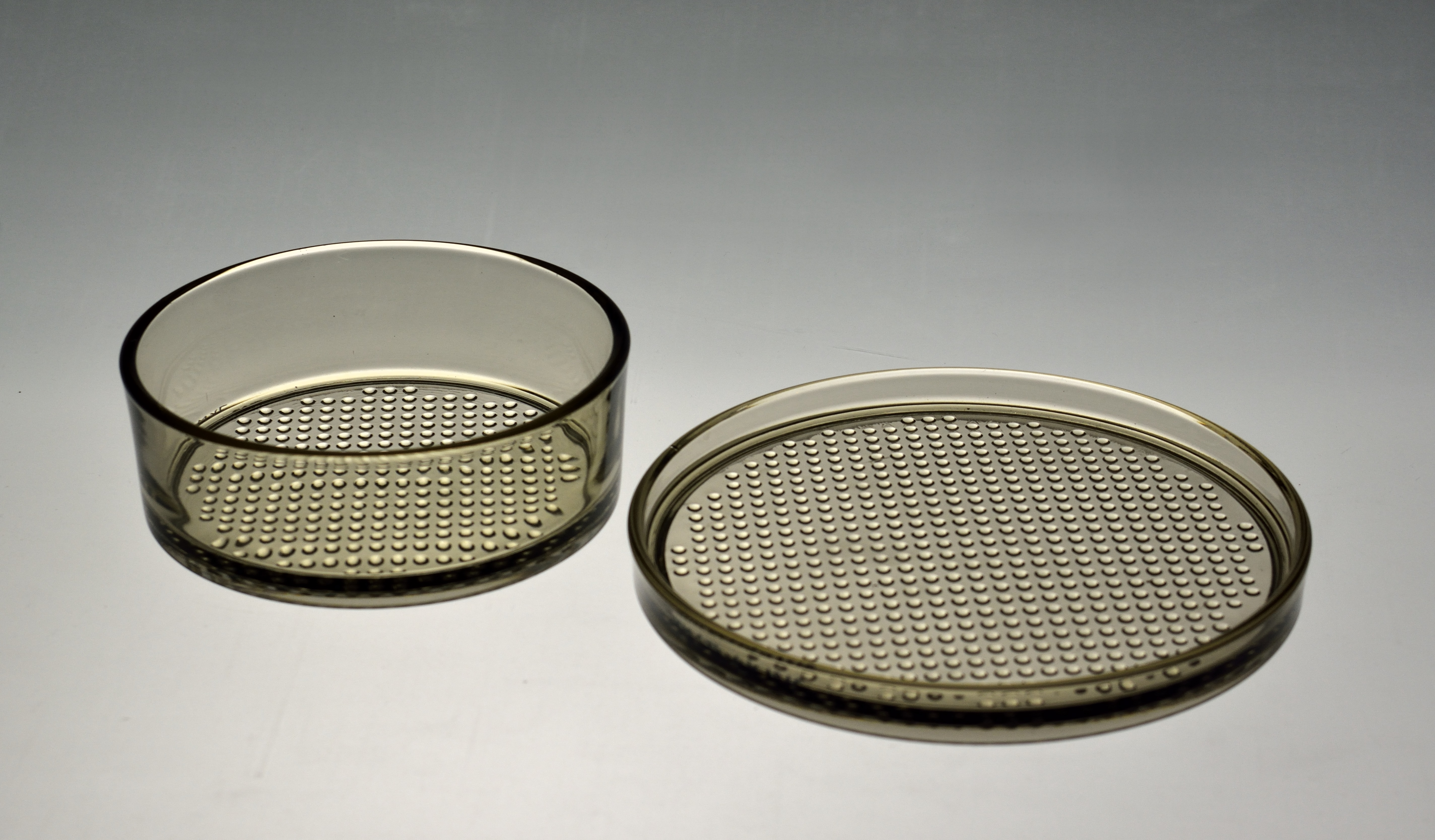
Schale und Platte TÄ*PP, 1974
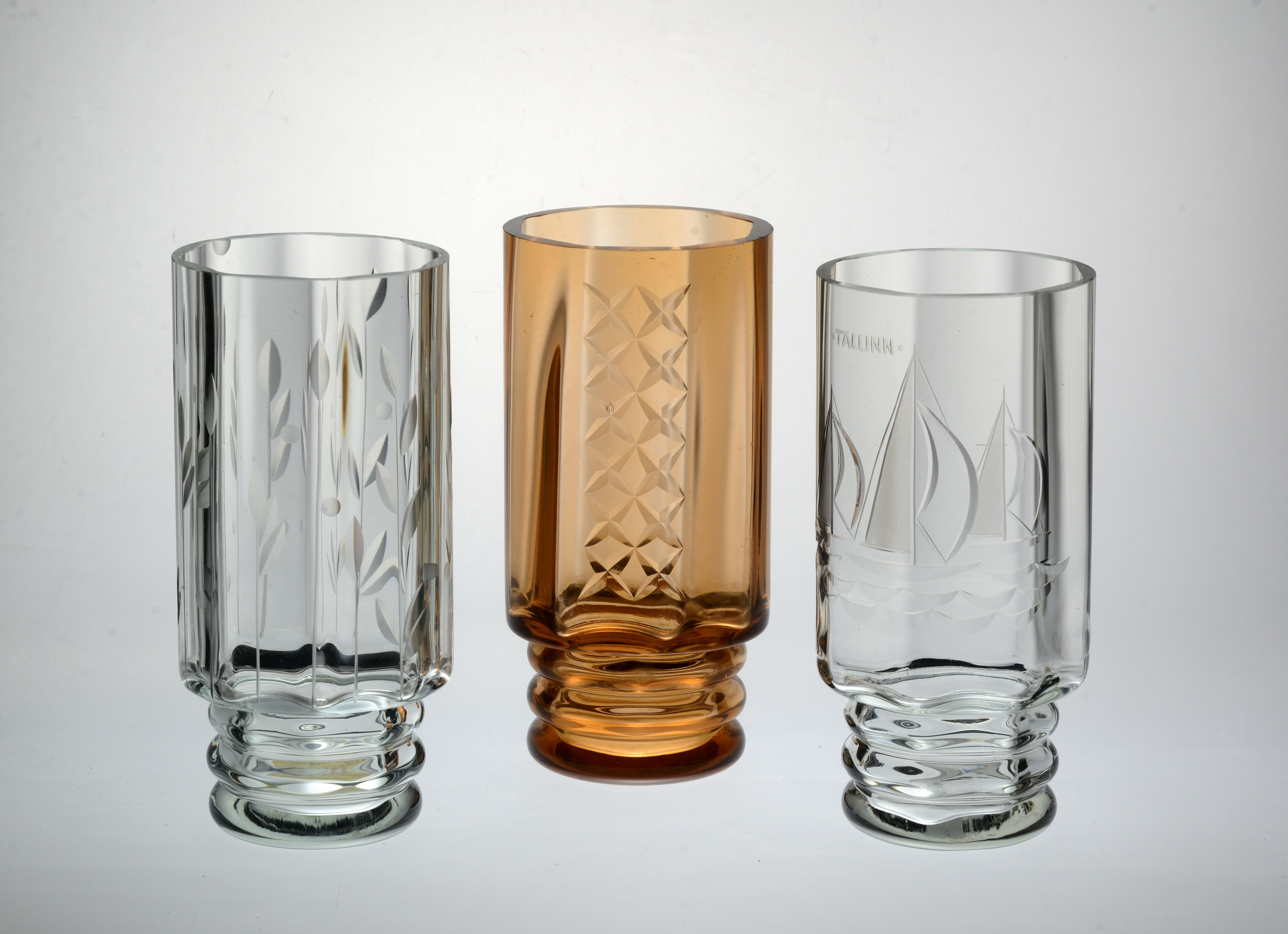
Vasen OKTOOBER, 1970er Jahre

## Ausstellungen (Auswahl)
- 1958: Wien[2]
- 1960: Ausstellung zum 20. Jahrestag der Gründung der Estnischen SSR, Kunsthalle Tallinn[1]
- 1964: Ausstellung der Estnischen SSR für angewandte Kunst, Kunsthalle Tallinn[1]
- 1966: Neue Kreationen von Industriedesignern, Kunstsalon Tallinn[1]
- 1966: Angewandte Kunst in Estland, Kunstgewerbemuseum Prag[1]
- 1966: Angewandte Kunst in Estland, Haus der tschechoslowakisch-sowjetischen Freundschaft, Slowakei[1]
- 1967 Weltausstellung in Montreal[2]
- 1968: Estnische Grafik und angewandte Kunst, Neue Nationalgalerie, Berlin[1]
- 1968: Wien[2]
- 1968: London[2]
- 1969: Ausstellung der Estnischen SSR für angewandte Kunst, Kunstmuseum Tartu[1]
- 1970: Ausstellung der Estnischen SSR für angewandte Kunst, Kunstmuseum Tartu[1]
- 1974: Ausstellung der Estnischen SSR für angewandte Kunst, Kunstmuseum Tartu[1]